# Praça Coronel Pedro Osório

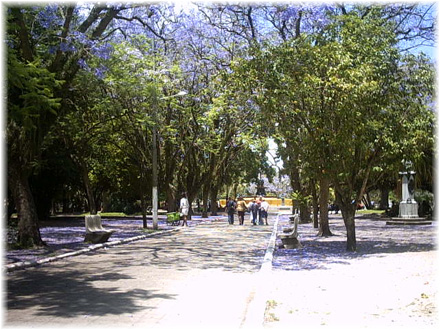
Praça Coronel Pedro Osório, em Pelotas.

A Praça Coronel Pedro Osório é a principal praça da zona central de Pelotas, cidade do Estado Rio Grande do Sul, no Brasil. Situa-se no entroncamento entre as ruas XV de Novembro, Lobo da Costa, Princesa Isabel, Marechal Floriano, Anchieta e Félix da Cunha e Barão de Butuí, sendo esta região conhecida como o centro histórico da cidade. Este local leva o nome do Coronel Pedro Osório.
Ao redor da praça encontram-se alguns dos principais locais de importância da cidade. Entre eles, citam-se a Prefeitura Municipal de Pelotas, o Grande Hotel de Pelotas, o Theatro Sete de Abril, a sede da Secretaria de Finanças do Município, alguns bancos privados, vários casarões e prédios de importância histórica.
Nas proximidades da praça é possível visualizar outras áreas de importância da cidade, como o Mercado Público de Pelotas, Teatro Guarani e o Calçadão de Pelotas.
Esta praça é considerada um símbolo do modelo de arquitetura histórica característico na cidade, tendo sido inteiramente revitalizada em 2007, juntamente com outros prédios históricos de Pelotas. Em virtude de sua localização central, importância histórica e servindo como local de lazer para os cidadãos locais, a Praça Coronel Pedro Osório é considerada como um dos principais pontos turísticos pelotenses.